# Taner Akyol
Taner Akyol (* 1977 in Bursa) ist ein türkischer Saz-Spieler und Komponist, der in Berlin lebt und dort an der Hochschule für Musik Hanns Eisler ein Kompositionsstudium absolvierte. Seine Kinderoper in 2 Akten Ali Baba und die 40 Räuber, mit dem Libretto von Çetin İpekkaya, wurde 2012 an der Komischen Oper Berlin uraufgeführt.
Im "Taner Aykol Trio" macht er Musik mit Sebastian Flaig und Antonius Anissegos.
In einem Interview mit der Tageszeitung junge Welt erklärte er keine "türkische Volksmusik" zu machen, sondern anatolische Musik, denn in Anatolien lebten "Armenier, Kurden, Perser, Araber, auch Türken; vom Glauben her ... Christen, Aleviten, Sunniten ... Darum nennen wir es anatolisch."